# Spilopera
Spilopera is een geslacht van vlinders van de familie spanners (Geometridae), uit de onderfamilie Ennominae.

## Soorten
- S. anomala Warren, 1893
- S. crenularia Leech, 1897
- S. chui Stüning, 1987
- S. debilis Butler, 1878
- S. divaricata Moore, 1888
- S. roseimarginata Leech, 1897